# Кримський рейд ГУР МО України 24 серпня 2023
Спеціальна операція ГУР МО України на території миса Тарханкут проходила вночі перед світанком 24 серпня 2023 року, на День Незалежності України. Спецпідрозділ ГУР МО у взаємодії з Військо-Морськими Силами України висадились на мис Тарханкут.
Вперше після квітня 2014 року на території окупованого Криму було піднято Державний Прапор України.

## Хід подій
24 серпня близько 5:00 відбулась висадка українського десанту в районі населених пунктів Маяк, та Оленівка, українські військові вступили в бій з 3 радіотехнічним полком РФ.
Близько 12:00 українські військові вже повернулись після рейду.
25 серпня 2023 року у перехопленій розмові один з військових ЗСРФ стривожено повідомляє своєму командиру про повторну висадку українського десанту біля населеного пункту Новоозерне.
Представник української розвідки Андрій Юсов у коментарі «Суспільному» заявив, що не може ні підтвердити, ні спростувати про висадку десанту українських військ біля Новоозерного.

## Реакція

### Україна
Президент України Володимир Зеленський під час спільного брифінгу з президентом Португалії Марсело Ребелу де Соза у Києві заявив: «Зарано говорити про звільнення Криму. Друге — детальна доповідь буде у мене від генерала Буданова. Третє — так, це наші хлопці. Четверте — жертв немає з нашого боку, це гарна новина. Принаймні, це те, що я міг телефоном обговорити з керівником ГУР МО».

### Росія
Окупаційна влада інцидент коментувати відмовилася, російські ЗМІ, почали поширювати інформацію, що українська ДРГ нібито «обстрілювало туристів».

## Мета операції
Начальник Головного управління розвідки Міноборони України Кирило Буданов, повідомив, що рейд із висадкою українських розвідників у Криму 24 серпня був важливим, аби українці повірили у перемогу у війні з Росією не лише на материковій частині держави, але і на півострові Крим.
|                  | Щоб згадали і повірили в те, що перемога не за горами, і звільнення їх не за горами, що про них ніхто не забув |
| — Кирило Буданов | |

Буданов також анонсував наземну операцію для деокупації Криму. «Коли проводяться певні удари по Криму, то цим все не закінчиться. Буде наземна операція, буде повернення додому. Скоро всі дочекаються повернення додому».